# Hypercompe bicatena
Hypercompe bicatena är en fjärilsart som beskrevs av Guen. Hypercompe bicatena ingår i släktet Hypercompe och familjen björnspinnare. Inga underarter finns listade i Catalogue of Life.